# موروگان

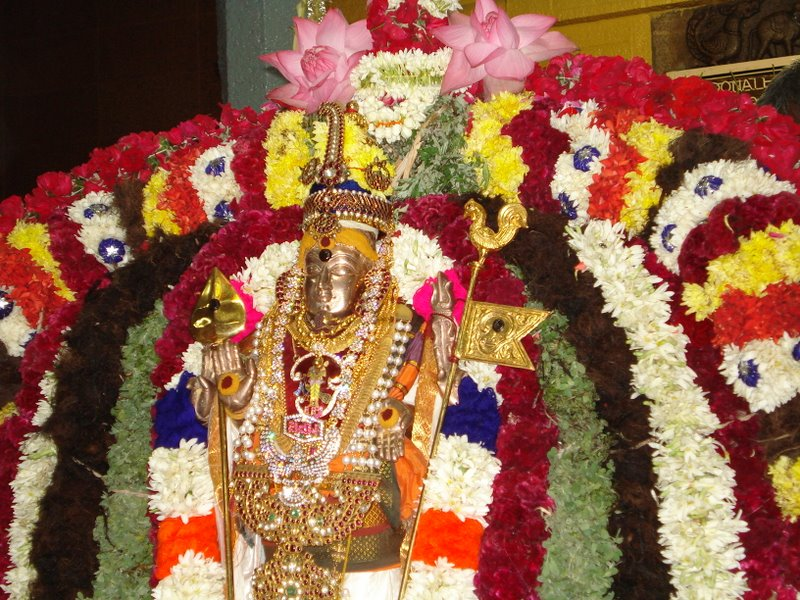
موروگان

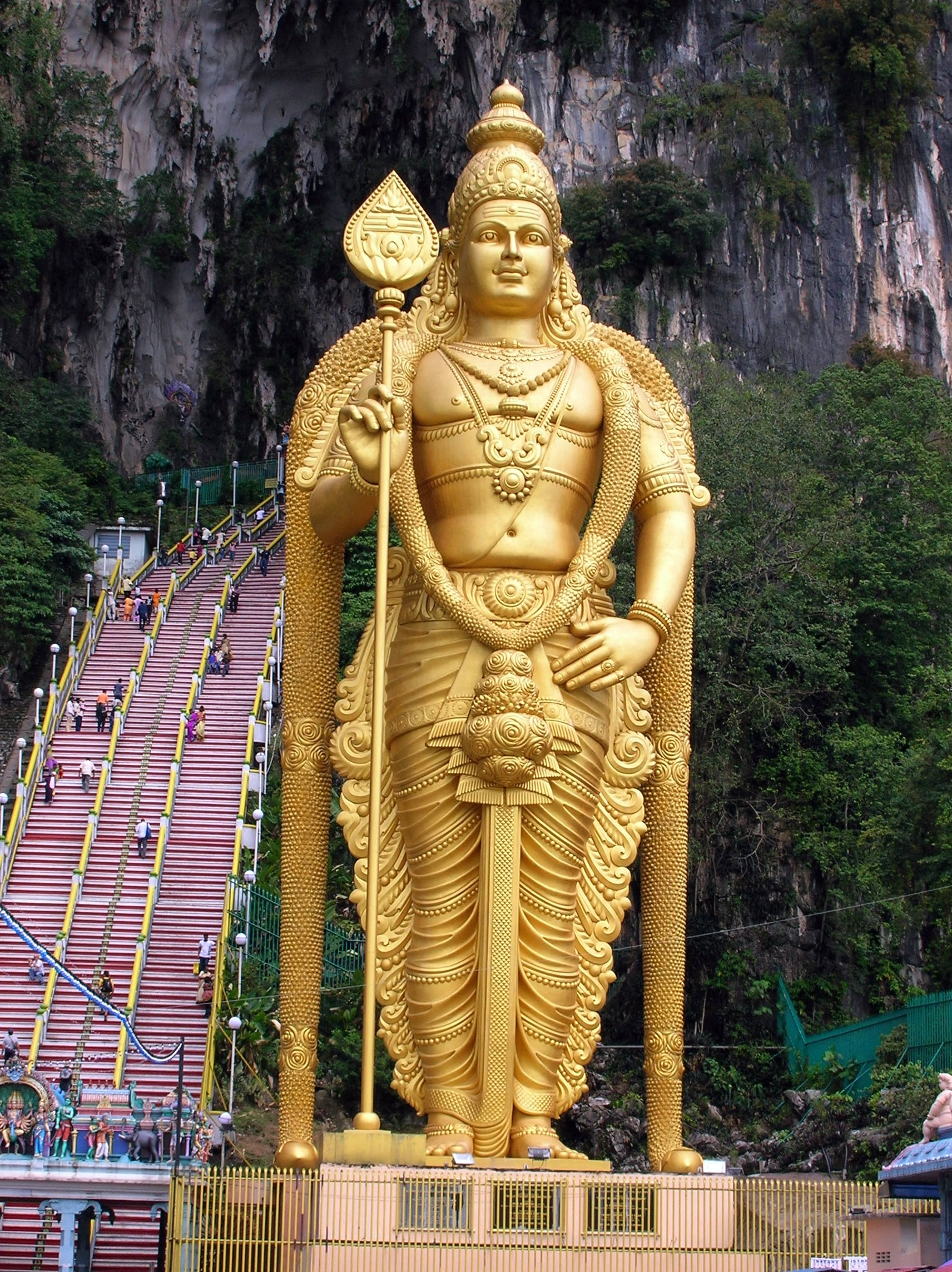
مجسمه‌ای از موروگان به ارتفاع ۴۲٫۷ متر (۱۴۰ فوت) در نزدیکی شهر کوالا لامپور، مالزی

موروگان یا سکاندا از ایزدان آئین هندو است. او فرزند پارواتی نمود بازیافته داکشایانا است. او ارتشی را برای جنگ با سوراپادمان رهبری کرد، در زمان جنگ با سوراپادمان، سکاندا شش نقطه را برگزید و در این شش نقطه پرستشگاه‌های هندو برپا شدند. او شوی دوایانی بود.